# El mal querer
El mal querer (Spaans voor 'de slechte wil' of 'het slechte verlangen') is het tweede studioalbum van de Spaanse zangeres Rosalía, uitgebracht op 2 november 2018 via Sony Music. Het album is geschreven door Rosalía en gecoproduceerd door El Guincho.
Voorafgaand verscheen er een viertal singles: 'Malamente', 'Pienso en tu mirá', 'Di mi nombre' en 'Bagdad'. El mal querer werd wereldwijd gepromoot, onder andere door middel van een reclamebord op Times Square en verschillende live-optredens op Europese festivals, MTV Europe Music Awards 2018 en Latin Grammy Award.

## Achtergrond en release
Eind april 2018 bracht Rosalía een korte documentaire uit op haar sociale netwerken waar ze sprak over haar nieuwe album. Ze zei: "Alles wat ik heb laat ik hier achter. Ik sta in het rood, ik riskeer veel. Dit project is wat ik altijd al wilde doen, ik heb lang nagedacht over het maken van een album zoals dat ik ga uitbrengen. De flamenco-inspiratie is er nog steeds, maar tegelijkertijd is het iets anders." Drie dagen na de internationale release van het nummer 'Brillo', gecomponeerd door haarzelf en in samenwerking met de Colombiaanse reggaetonzanger J Balvin, kondigde de zangeres aan dat ze de komende dagen een nieuwe single zou uitbrengen. Uiteindelijk verscheen op 29 mei 2018 'Malamente', de eerste single van haar tweede album.

## Tournee
De Spaanse zangeres begon aan haar eerste grote festivaltour, die ze El Mal Querer Live noemde. De tour begon op 29 maart 2019 in Buenos Aires, met een unieke liveshow op het muziekfestival Lollapalooza Argentinië in 2019. Rosalía bezocht later onder meer Chili, Mexico, Tsjechië, België, Nederland en Portugal, evenals de Verenigde Staten waar ze deel uitmaakte van de line-up van het festival Coachella en Something in the Water. De zangeres bezocht ook haar thuisland, Spanje, waar ze optrad op de Primavera Sound, O Son do Camiño, Noche Blanca, BBK Live en Doctor Music festivals. Rosalía trad ook op het bekende Glastonbury Festival. Ze sloot de tournee in juli 2019 af met drie uitverkochte arenashows in Palau Sant Jordi in Barcelona en WiZink Center in Madrid.

## Tracklist
Alle nummers werden geproduceerd door Rosalía en El Guincho.
1. Malamente
2. Que no salga la luna
3. Pienso en tu mira
4. De aqui no sales
5. Reniego
6. Preso
7. Bagdad
8. Di mi nombre
9. Nana
10. Maldicion
11. A ningun hombre

Opmerkingen:
- 'Que no salga la luna' bevat elementen van 'Mi cante por bulerías' door La Paquera de Jerez
- 'Bagdad' bevat stukjes uit 'Cry Me a River' door Justin Timberlake

## Certificaties
- Spanje - 3 x Platina